# Mnium magnirete
Mnium magnirete là một loài Rêu trong họ Mniaceae. Loài này được (Lindb. & Arnell) Kindb. mô tả khoa học đầu tiên năm 1891.